# Polska Unia Socjaldemokratyczna

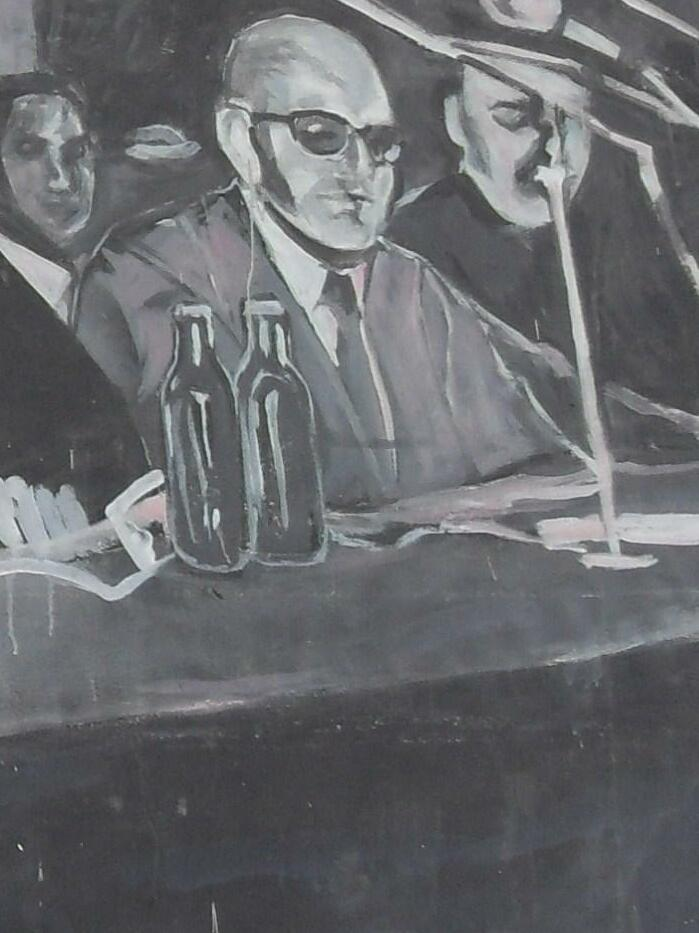
Tadeusz Fiszbach - lider partii

Polska Unia Socjaldemokratyczna – ugrupowanie polityczne powstałe na początku 1990 roku w efekcie likwidacji i podziału Polskiej Zjednoczonej Partii Robotniczej.

## Historia
Jednym z powstałych wówczas ugrupowań (oprócz Socjaldemokracji Rzeczypospolitej Polskiej) była Polska Unia Socjaldemokratyczna z Tadeuszem Fiszbachem na czele.
PUS w założeniach miała być tą lewicą powstałą z PZPR, która mogła być zaakceptowana przez środowiska solidarnościowe.
W sejmie X kadencji PUS było reprezentowane przez 39 posłów Poselskiego Klubu Pracy.
Lech Wałęsa, ówczesny przywódca NSZZ „Solidarność”, mówił o konieczności istnienia „lewej nogi” na formującej się scenie politycznej, jednak PUS nie utrzymała się na scenie politycznej. Duża grupa jej działaczy przeszła w końcu do Unii Pracy.
Przez parę miesięcy po likwidacji PUS swoją działalność kontynuowała Wielkopolska Unia Socjaldemokratyczna, która była jej najsilniejszą organizacją regionalną.